# Wairongomai (fleuve)
Le Wairongomai  (en anglais : Wairongomai River) ou Wairongomai Stream est un cours d’eau de la région de Taranaki dans l’Île du Nord de la Nouvelle-Zélande.

## Géographie
C’est l’une des petites rivières et torrents, qui s’éloigne de façon radiaire à partir du cône constituant le mont Taranaki/Egmont, et qui atteignent la côte au niveau de North Taranaki Bight vers l’Ouest de la ville d’Okato.